# Amanda Burton
Amanda Burton, född 10 oktober 1956 i Ballougry i Nordirland, är en brittisk skådespelerska. Burton är främst känd för sin roll som professor Sam Ryan i TV-serien Tyst vittne från BBC. Burton lämnade serien 2004 eftersom hon enligt egen utsago inte önskade förknippas med bara den rollen.
Senare har hon haft huvudrollen som Commander Claire Blake i Lynda La Plantes TV-deckare The Commander. 